# Kapitulní proboštství (Olomouc)
Kapitulní proboštství v Olomouci (čp. 511, Křížkovského 8) je bývalá rezidence probošta olomoucké kapituly. V současnosti je (od roku 1946) sídlem rektorátu Univerzity Palackého a její Filozofické fakulty. Bývalá rezidence proboštů je chráněna jako kulturní památka.

## Historie
Kapitulní proboštství stálo na dvou parcelách bývalého olomouckého  Předhradí již v raném středověku. V letech 1506–1513,  za probošta Augustina Kasenbrota (Olomucensis), bylo přestavěno  na reprezentativní palác s cenným mobiliářem, obsahujícím mimo jiné sbírku antických památek.   Za třicetileté války byly budovy proboštství z velké části poničeny a kapitulní děkan Jan František Poppen započal po svém nástupu v roce 1662 s přestavbou dvou hlavních uličních křídel. Nad portálem je osazen jeho rodový znak.  Ve stejné době vzniklo i jádro západního dvorního křídla s barokním portálem, které bylo dokončeno proboštem Františkem Ferdinandem hrabětem Oedtem v roce 1729. V jižním křídle vznikl reprezentativní sál vyzdobený nástropní freskou a figurálními ornamentálními štukami.  Za budovou směrem k hradbám  se nacházela proboštova soukromá zahrada. Vstupní průčelí jižního křídla se schodišťovým rizalitem bylo upravováno za probošta Viléma sv. p. Schneeburga v duchu dobového historismu podle návrhu Franze Kottase roku 1874.

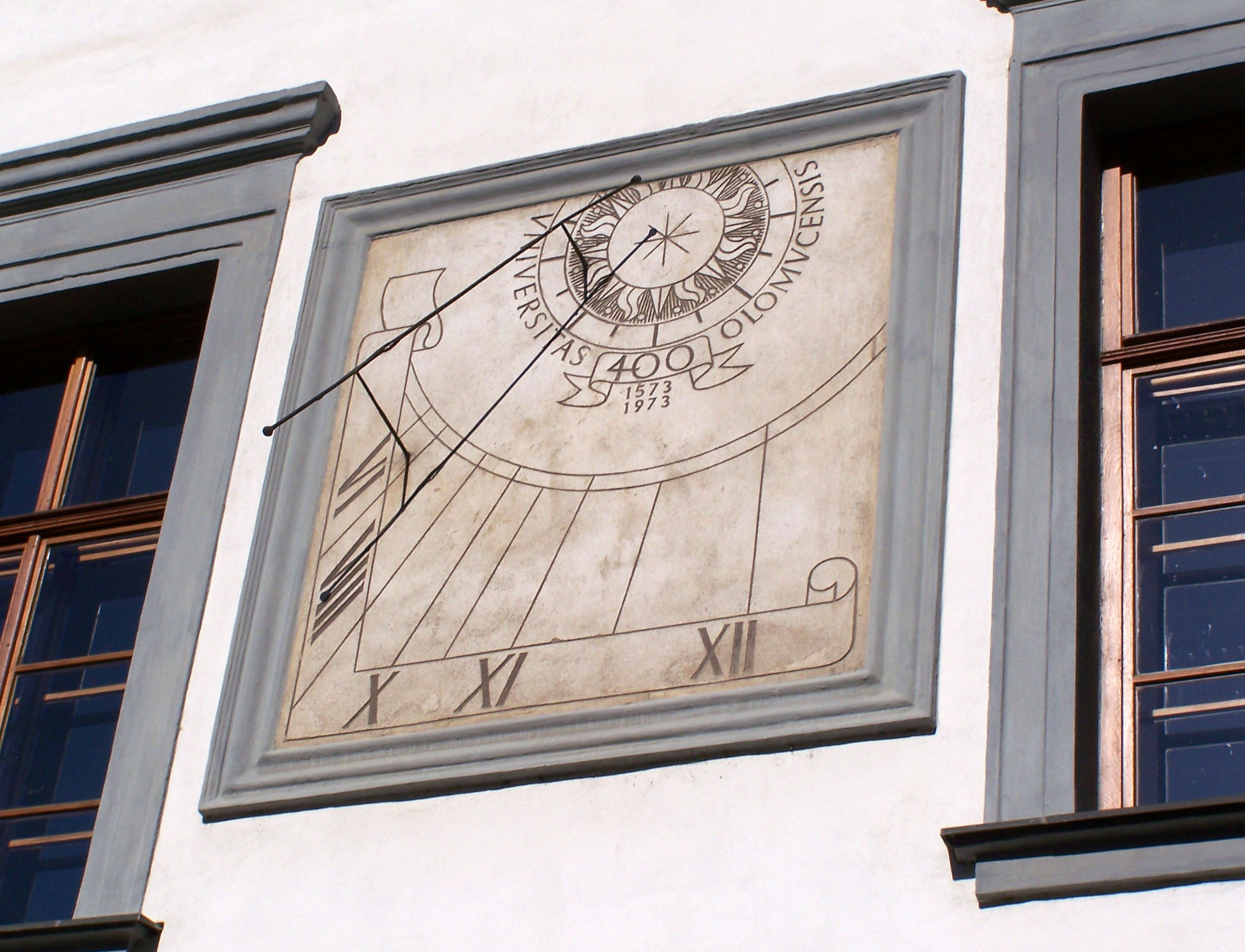
Sluneční hodiny vyvěšené k oslavě 400 let olomoucké univerzity (1573–1973) na nádvoří objektu olomouckého kapitulního proboštství

V souvislosti s politickými změnami po únoru 1948 přešla rezidence do vlastnictví státu a do užívání ji získala Univerzita Palackého, která v ní zřídila rektorát. V roce 1952 byla provedena adaptace podkroví na studentskou kolej. Do parkově  upraveného nádvoří byla z městských sadů přestěhována barokní kašna. V 60. letech 20. století proběhla novorenesanční úprava průčelí a schodiště zadního traktu. Proboštská zahrada, spolu s formální zahradou za vedlejší budovou na Křížkovského 10, byla využívána pro externí komorní expozice mezinárodních zahradnických výstav. V dalších letech byly prováděny úpravy fasád a změny v interiéru pro potřeby provozu univerzity. 
Po sametové revoluci v roce 1989 byl objekt vrácen církvi. Metropolitní kapitula v Olomouci  se dohodla na odprodeji a v budově zůstalo zachováno  sídlo rektorátu, filozofické fakulty a další univerzitní provozy.
V rámci Programu záchrany architektonického dědictví bylo v roce 1996 na opravu památky čerpáno 2 000 000 Kč. V roce 2011 byly otevřeny revitalizované parkánové zahrady, které se nacházejí za budovami rektorátu a filozofické fakulty. Zahrady  jsou volně přístupné a slouží i jako letní učebny a pro relaxaci. V roce 2023 byla kompletně rekonstruována fasáda hlavního průčelí i vnitřního dvora včetně restaurátorských prací štukových, kamenných, dřevěných a kovářských prvků. 

## Popis
Budova bývalého  proboštství, dnes rektorátu Univerzity Palackého, je jedním z nejvýznamnějších objektů areálu kanovnických rezidencí. Památkově chráněný areál tvoří budova se dvěma nádvořími a kašna s plastikou. 

### Exteriér
Jižní křídlo na hradbách  má zaklenuté sklepy s barokními klenbami. Fasáda do  parkánové zahrady je jednoduchá, okna jsou zdobena profilovaným štukovým ostěním. Fasáda do nádvoří je tvořena předsazeným středním klasicistním rizalitem. Ve štítu je osazen rodový znak Viléma Schneeburga.  Patro je přístupné monumentálním  tříramenným schodištěm postaveným na pískovcových sloupech, ukončených kamennými vázami. Místnosti v patře mají rovné stropy, v některých místnostech jsou zdobeny barokními štukovými zrcadly s rostlinným ornamentálním a figurálním dekorem. Do krovu jsou vestavěny kanceláře.

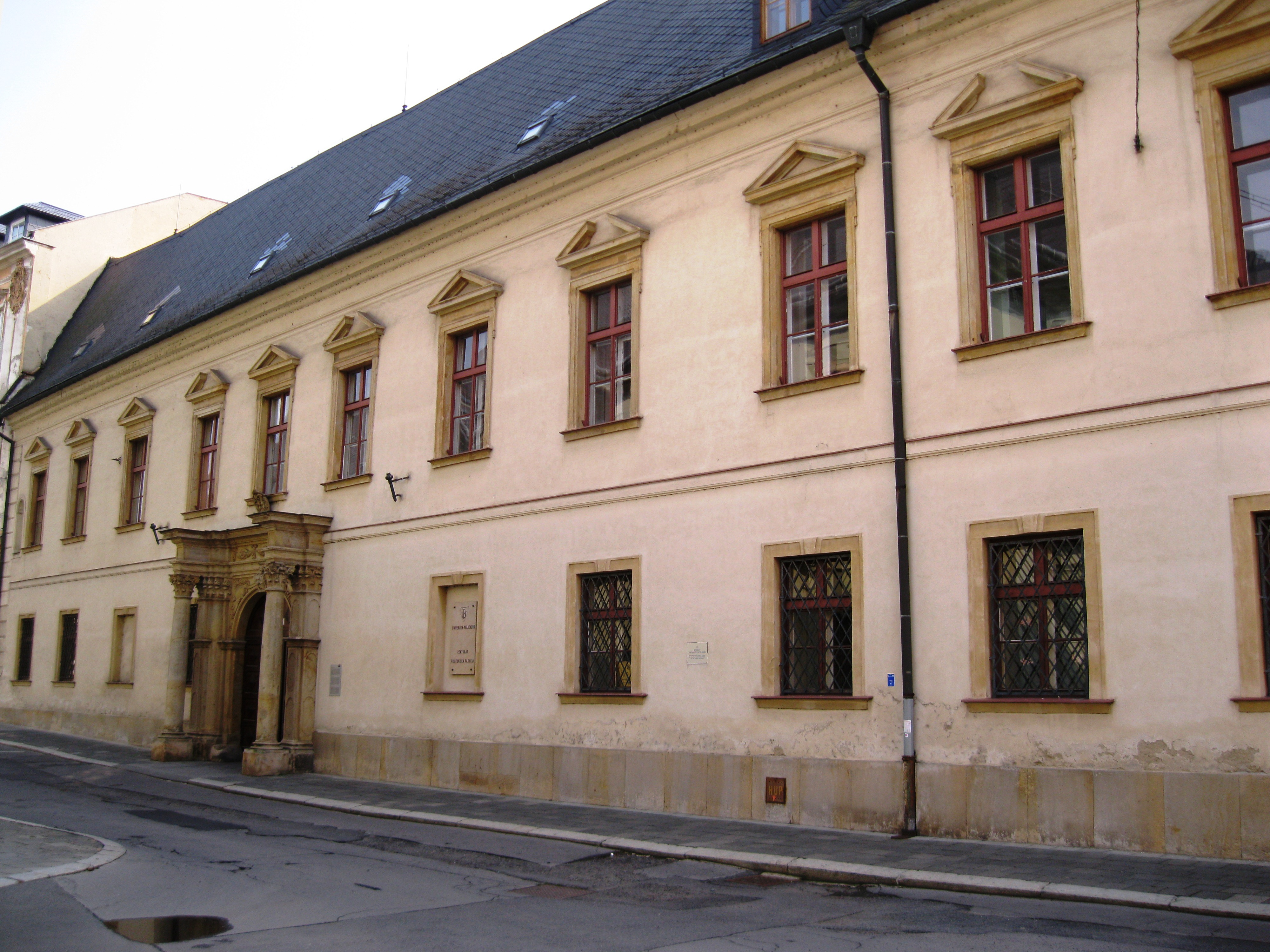
průčelí severního křídla proboštství s barokním portálem

Severní křídlo s průčelím do ulice Křížkovského je dvoupatrové s barokní fasádou. Přízemí je od patra odděleno jednoduchou kordonovou římsou. Nízká okna  v přízemí jsou orámována profilovaným pískovcovým ostěním s klenáky, nad  vyššími okny v patře  jsou výrazné frontony.  Za dlouhým průčelím jsou dvě nádvoří, která jsou oddělena příčným (západním) křídlem.  Průjezd do prvního nádvoří je zdoben předsazeným pískovcovým portálem, tvořeným po obou stranách korintskými sloupy ukončenými profilovanou římsou s girlandovou výzdobou. Průjezd je zaklenut stlačeným obloukem, završen klenákem tvořeným akantem s maskaronem. Boční trojúhelníkové plochy nad vjezdem jsou zdobeny oválnými kartušemi s rolverky. Nad portálem je zavěšen barokní erb Jana Františka Poppena. Plocha nádvoří má dlažbu s geometrickým vzorem, uprostřed je osázen velký ostrůvkový záhon, v němž je umístěna pozdně barokní kamenná kašna, doplněná druhotně o plastiku chlapce ze 70. let. 20. století od sochaře Bohumila Teplého. 
Průjezd do druhého nádvoří (bývalý hospodářský dvůr) tvoří jednoduchý portál.  Po bocích stojí obdélné polosloupy nesoucí jednoduchou metopu s profilovanou římsou a roztržený trojúhelníkový štít, uprostřed ozdobený jednoduchou šiškou na podstavci. Vjezd je tvořen obloukem. Po levé straně fasády je u krajního okna v patře zachovaná nika, zdobená štukovou mušlí. Nádvoří je využíváno především k parkování vozidel a jako technicko-provozní plocha.
Příčné západní křídlo má v přízemí místnosti s valenými křížovými klenbami.  Místnosti v patře jsou s rovnými stropy bez výzdoby, pouze sál otočený do parku je vyzdoben na stropě a stěnách freskovou malbou (na stěnách částečně zalíčen) na stropě se nachází významná štuková výzdoba. V zrcadle je namalována freska. Krov je hambálkový s vestavěnými kancelářemi.  Fasáda do druhého nádvoří je jednoduchá, zdobená jsou pouze okna druhého a třetího patra profilovanými štukovými šambránami s jednoduchou římsou. Fasáda do prvního nádvoří je zdobena v přízemí vodorovnou bosáží, oddělena od patra profilovanou šambránou. V patře jsou umístěny štukové sluneční hodiny. Vstupní dveře na schodiště do patra jsou zdobeny pískovcovým ostěním s uchy a trojúhelníkovou nadokenní římsou.
Příčné východní křídlo má  v přízemí bosovanou fasádu, která je zakončena profilovanou římsou. Je v ní  proražen průchod do nádvoří objektu Křížkovského 10.  Okna v patře jsou zdobena profilovanou štukovou šambránou s jednoduchou nadokenní a podokenní římsou. Krov je hambálkový s vestavěnými kancelářemi.

### Interiér
V piano nobile  západního křídla  se nachází slavnostní sál s nástropní freskou. Dříve se soudilo, že zobrazuje téma „Koriolánus před Římem“. Je to však věrná reprodukce jedné z lunet z Venušina sálu ve Florentském paláci Pitti. Freska zobrazuje jak Alexandr Veliký po porážce Dareia III. v bitvě u Issu přijímá Dareiovu rodinu: klečící Peršanka Sisigambis je Dareiova matka, za ní je Dareiova manželka Stateira a kolem ní jsou její dvě dcery (Stateira II, Drypetis). Malba je z roku 1730 a má rozměry 12×5 m. Namaloval ji Karel František Antonín Tepper (Carolus Töpper). Iniciály malíře jsou na obojku psa. Na fresce je také erb Františka Ferdinanda Oedta.